# Horka (Pardubice)
Horka é uma comuna checa localizada na região de Pardubice, distrito de Chrudim.